# Lijst van burgemeesters van IJsselham
Dit is een lijst van burgemeesters van de voormalige Nederlandse gemeente IJsselham. Deze gemeente ontstond op 1 januari 1973 bij de fusie van de gemeenten Blankenham, Kuinre en Oldemarkt, waarbij ook kleine stukken van andere gemeenten aan IJsselham werden toegekend. Op 1 januari 2001 ging IJsselham op in de gemeente Steenwijkerland, die de eerste twee jaar nog Steenwijk werd genoemd..
| Ambtsperiode | Naam burgemeester            | Partij of stroming | Bijzonderheden                                                                                                |
| ------------ | ---------------------------- | ------------------ | --- |
| 1973 - 1977  | Johannes (J.) Tilkema        | CHU                | was burgemeester van Oldemarkt                                                                                |
| 1977 - 1978  | mr. Piet (P.Th.) van Hout    | CHU                | waarnemend, tevens burgemeester van Hasselt                                                                   |
| 1978 - 1993  | Lien (L.) van der Plas-Tanis | CHU / CDA          | was wethouder van Terneuzen, eerste vrouwelijke burgemeester in Overijssel, werd burgemeester van Vriezenveen |
| 1993 - 1994  | mr. Gauke (G.) Loopstra      | VVD                | waarnemend, oud-burgemeester van Zwolle                                                                       |
| 1994 - 2000  | Riet (M.J.) Vosjan           | CDA                | was wethouder van Ommen, werd waarnemend burgemeester van Warmond                                             |
| 2000 - 2001  | drs. Tin (W.J.) Plomp        | CDA                | waarnemend, tevens burgemeester van Staphorst                                                                 |